# Семіфредо

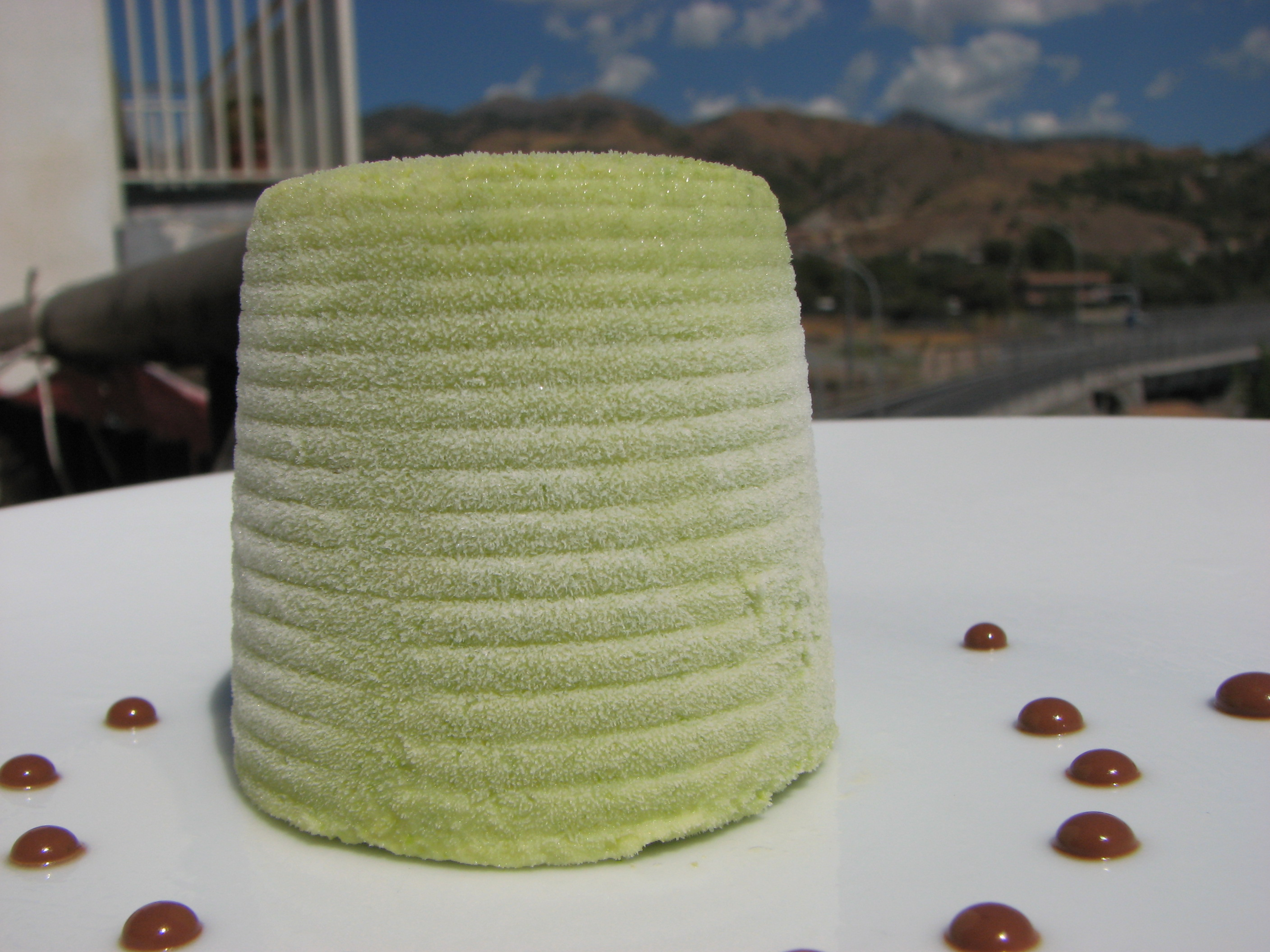
Фісташкове семіфреддо

Семіфре́до (італ. Semifreddo — напівзаморожений) — класичний італійський десерт, найчастіше, подається замороженим, тому його відносять до різновидів морозива.
Взагалі, вважається, що домашнім морозивом з різним наповнювачами: горіхами, фруктами, ягодами, шоколадом. До складу семіфредо входять сирі яйця і вершки високої жирності.
Смак семіфредо залежить від його добавок, розмаїття яких дуже велике. Семіфредо можна подавати з різними соусами.